# Estado de Cross River
Cross River es un estado de la República Federal de Nigeria, situado en el sudeste del país, en la frontera con Camerún. La capital es Calabar.

## Localidades con población en marzo de 2016
- Abi 192,900
- Akamkpa 200,100
- Akpabuyo 363,900
- Bakassi 42,300
- Bekwara 141,000
- Biase 224,700
- Boki 249,400
- Calabar 245,500
- Calabar South 255,900
- Etung 107,000
- Ikom 218,800
- Obanliku 146,500
- Obubra 230,600
- Obudu 215,800
- Odukpani 257,800
- Ogoja 229,300
- Yakurr 262,300
- Yala 282,700

## Territorio y población
Tiene una superficie de 20.156 km², que en términos de extensión es similar a la de El Salvador o Nueva Jersey. La población se eleva a la cifra de 3.228.182 personas (2007). La densidad poblacional es de 92,6 hab/km².

## Divisiones administrativas
El estado de Cross River se divide en 18 áreas de Gobierno Local (Local Government Areas):
- Abi
- Akamkpa
- Akpabuyo
- Bakassi
- Bekwarra
- Biase
- Boki
- Calabar Municipal
- Calabar South
- Etung
- Ikom
- Obanliku
- Obubra
- Obudu
- Odukpani
- Ogoja
- Yakuur
- Yala